# Wutach (Gemeinde)
Wutach ist eine Gemeinde an der nordöstlichen Grenze des Landkreises Waldshut. Es besteht eine Vereinbarte Verwaltungsgemeinschaft mit der Stadt Bonndorf im Schwarzwald.

## Geografie

### Geografische Lage
Wutach liegt an der nordöstlichen Grenze des Landkreises Waldshut. Im Westen befindet sich der Schwarzwald und im Osten der Randen. Das Gemeindegebiet erstreckt sich von 592 bis 850 Meter Höhe.

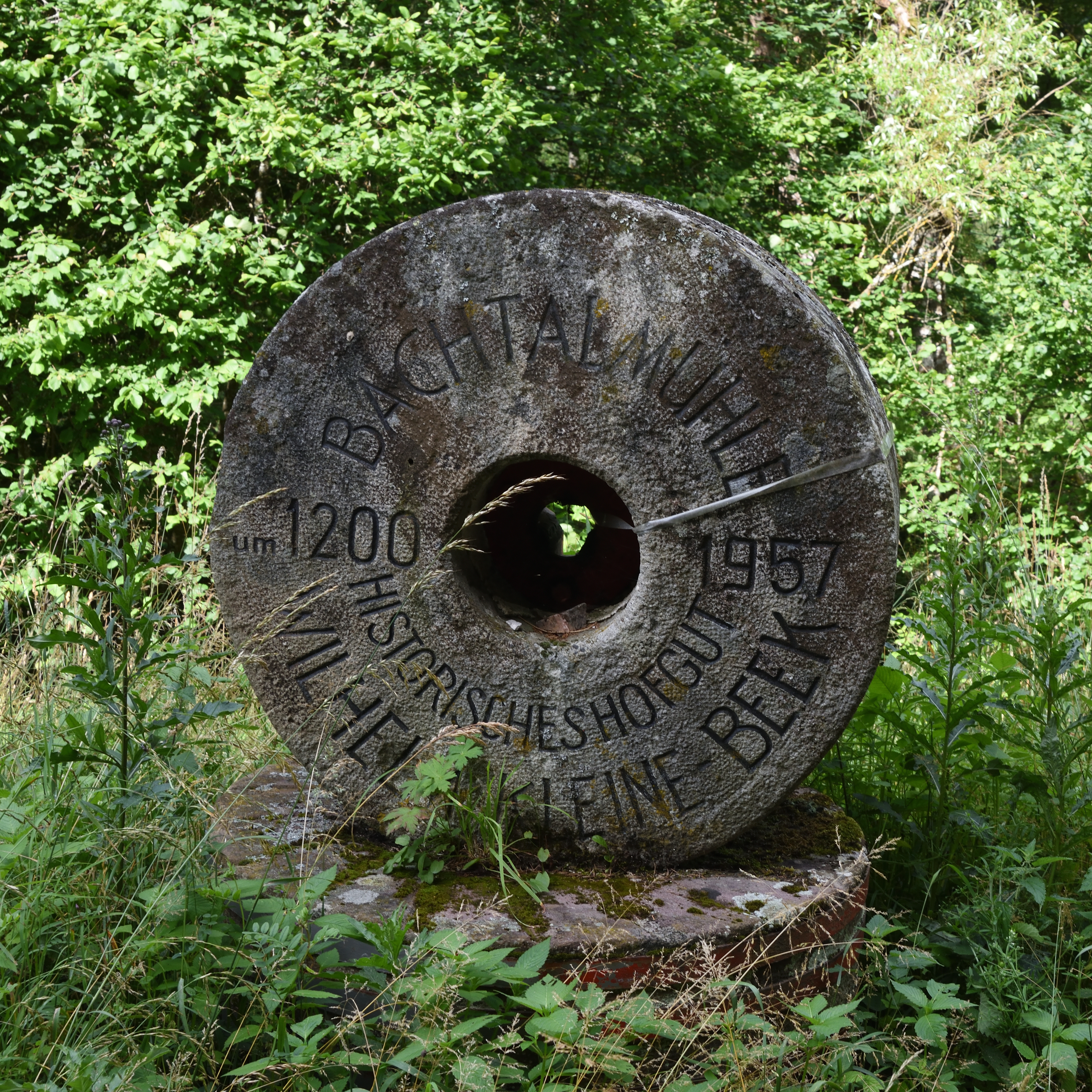
Mühlstein Bachtalmühle mit Gedenkgravur

### Nachbargemeinden
Im Norden und Nordosten stellt die Gemarkungsgrenze zugleich die Kreisgrenze zu den Landkreisen Schwarzwald-Baar und Breisgau-Hochschwarzwald dar. Im Süden grenzt die Gemeinde an die Stadt Stühlingen und im Osten an die Stadt Bonndorf im Schwarzwald.

### Gemeindegliederung
Die Gemeinde Wutach besteht aus den früher selbstständigen Gemeinden Ewattingen (793 Einwohner am 30. Juni 2011), Lembach (183 Einwohner) und Münchingen (248 Einwohner). Zur ehemaligen Gemeinde Ewattingen gehören das Dorf Ewattingen, die Höfe Bachtalmühle, Bruderhof und Wutachmühle und das Haus Gipsmühle. Zu den ehemaligen Gemeinden Lembach und Münchingen gehören jeweils nur die gleichnamigen Dörfer.
Im Gebiet der ehemaligen Gemeinde Ewattingen liegen die abgegangene Burg Göggelsberg sowie die Wüstungen Weschdorf und Mühlefingen. Letztere ist wahrscheinlich mit der 1293 erstmals urkundlich erwähnten und später abgegangenen Ortschaft Wilolvingen identisch.

## Geschichte

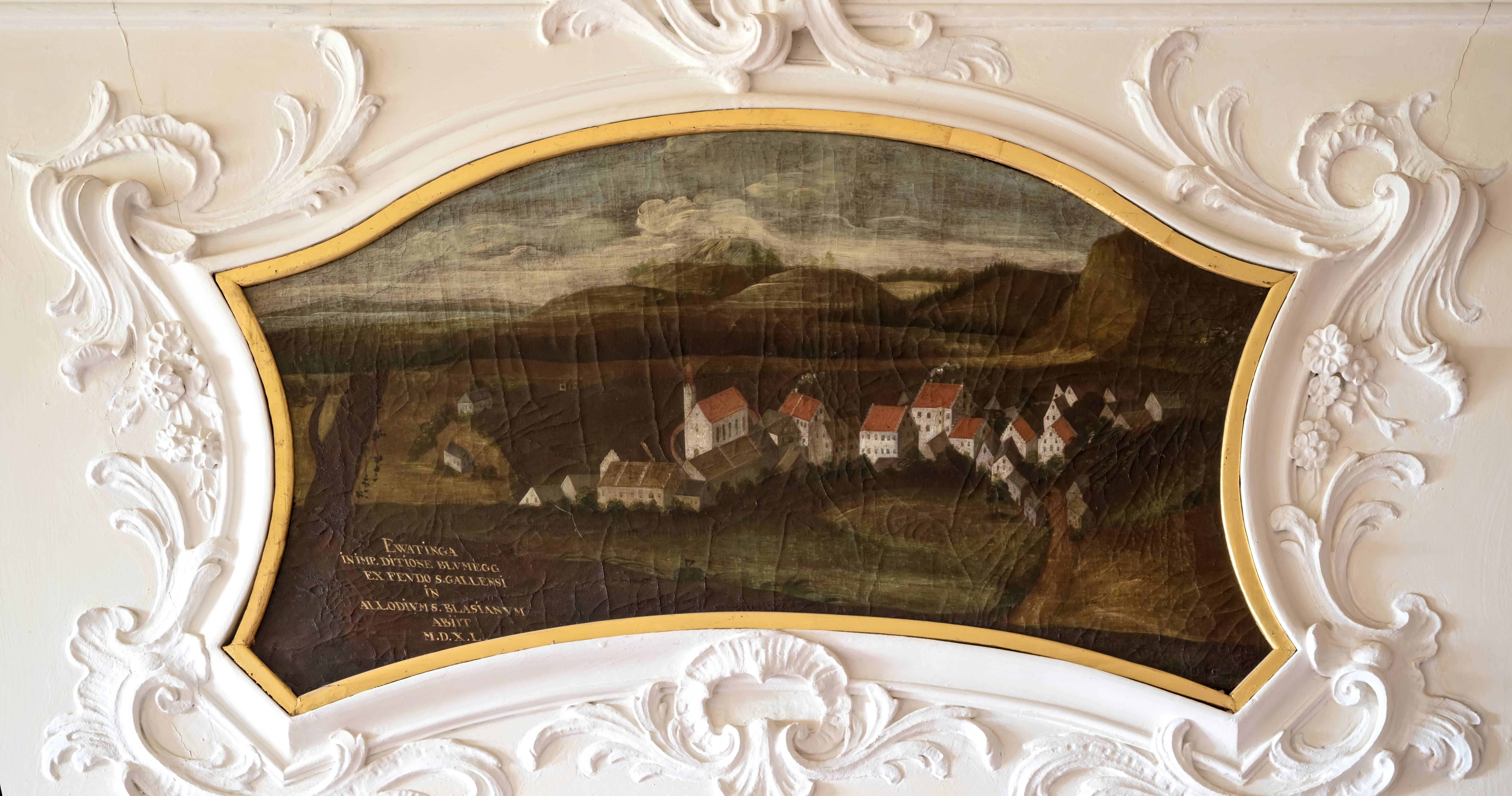
Alte Ansicht von Ewattingen auf einer Supraporte im Schloss Bürgeln

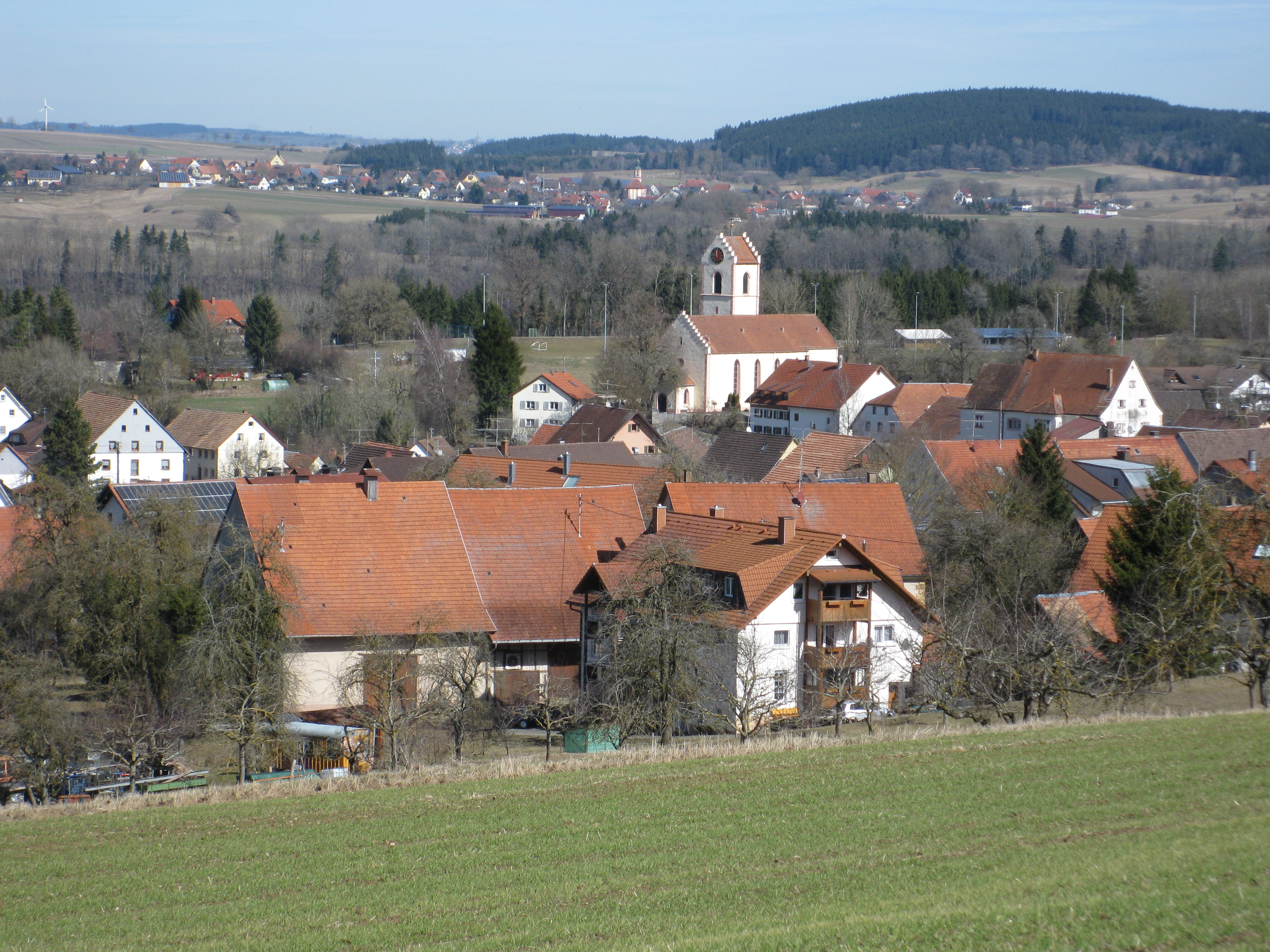
Ewattingen von Südosten mit der St.-Gallus-Kirche

Das Gemeindegebiet weist Spuren sehr früher Besiedlung auf. So finden sich in Ewattingen und Lembach zum Beispiel Überreste aus der Urnenfelder-Kultur (etwa 1200 v. Chr.), aber auch aus der Hallstattzeit (800 v. Chr.). Es handelt sich dabei um Grabhügelfelder. Sie sind teilweise noch sehr gut erhalten. Münzfunde beweisen, dass schon in der Römerzeit Menschen in der heutigen Gemeinde Wutach gesiedelt haben. Im Zuge der Völkerwanderung siedelten sich Alemannen an. Mit der Nennung Ekipetingum in Zusammenhang mit einer Schenkung an das Kloster St. Gallen im Mai 816 unter der Herrschaft des Grafen Erchanger erscheint der Name des Ortes Ewattingen erstmals schriftlich. Der Schreibweise änderte sich öfters, unter anderem sind auch die Bezeichnungen Ebgetingen oder Egbotingen überliefert.
Im Jahre 1418 kommt der Ort in den Besitz des Benediktinerklosters St. Blasien. Im Ort stand ein schlossartiges Gebäude, welches zum St. Blasischen Amtshaus umgebaut wurde und noch heute als „Amtshaus“ in der Dorfmitte steht. Mit der Säkularisation und der Auflösung des Klosters kommt Ewattingen an das Großherzogtum Baden.
Bis zum Ende des Zweiten Weltkrieges war Wutach rein bäuerlich strukturiert. Da jedoch bereits im 19. Jahrhundert die Landwirtschaft nicht mehr alle Bewohner ausreichend versorgen konnte, setzte eine regelrechte Flucht der Bewohner ein. Viele wanderten nach Amerika aus. Eine größere Fluchtwelle setzte nach der Brandkatastrophe von 1875, der fast die Hälfte der Häuser und die Kirche zum Opfer fallen, ein. Zahlreiche Landflüchtige fanden danach ihr Auskommen in der aufkommenden Industrie.
Diese Entwicklung fand mit Beginn des Ersten Weltkrieges kurzzeitig ein Ende. Dies war auch auf die Neugründung von sogenannten Zuerwerbsbetrieben in der heutigen Gemeinde Wutach und von kleineren Fabriken in der unmittelbaren Nachbarschaft zurückzuführen. Unmittelbar nach dem Zweiten Weltkrieg konnte die Gemeinde nur wenig vom aufkommenden Tourismus profitieren. Im Laufe der Jahrzehnte änderte sich dieses jedoch grundlegend.
Am 1. Januar 1975 entstand die Gemeinde Wutach durch den freiwilligen Zusammenschluss der ehemals selbständigen politischen Gemeinden Ewattingen, Lembach und Münchingen. Ewattingen und Münchingen gehörten bis zum 31. Dezember 1972 zum Landkreis Hochschwarzwald und kamen durch die Kreisreform am 1. Januar 1973 zum Landkreis Waldshut. Lembach gehörte schon vor der Kreisreform zum Landkreis Waldshut.

## Religion
Die frühere katholische Kirchengemeinde St. Gallus in Ewattingen mit der Filialkirche St. Bartholomäus in Münchingen gehört wie die Kirchengemeinde St. Peter und Paul in Lembach heute zur Seelsorgeeinheit Bonndorf-Wutach im Dekanat Waldshut.

## Politik

### Gemeinderat
In Wutach wird der Gemeinderat nach dem Verfahren der unechten Teilortswahl gewählt. Dabei kann sich die Zahl der Gemeinderäte durch Überhangmandate verändern. Der Gemeinderat besteht aus den 10 gewählten ehrenamtlichen Gemeinderäten und dem Bürgermeister als Vorsitzendem. Der Bürgermeister ist im Gemeinderat stimmberechtigt. 
Die Kommunalwahl am 9. Juni 2024 führte zu folgendem Endergebnis. Die Wahlbeteiligung betrug 77,53 % (2019: 75,4 %).

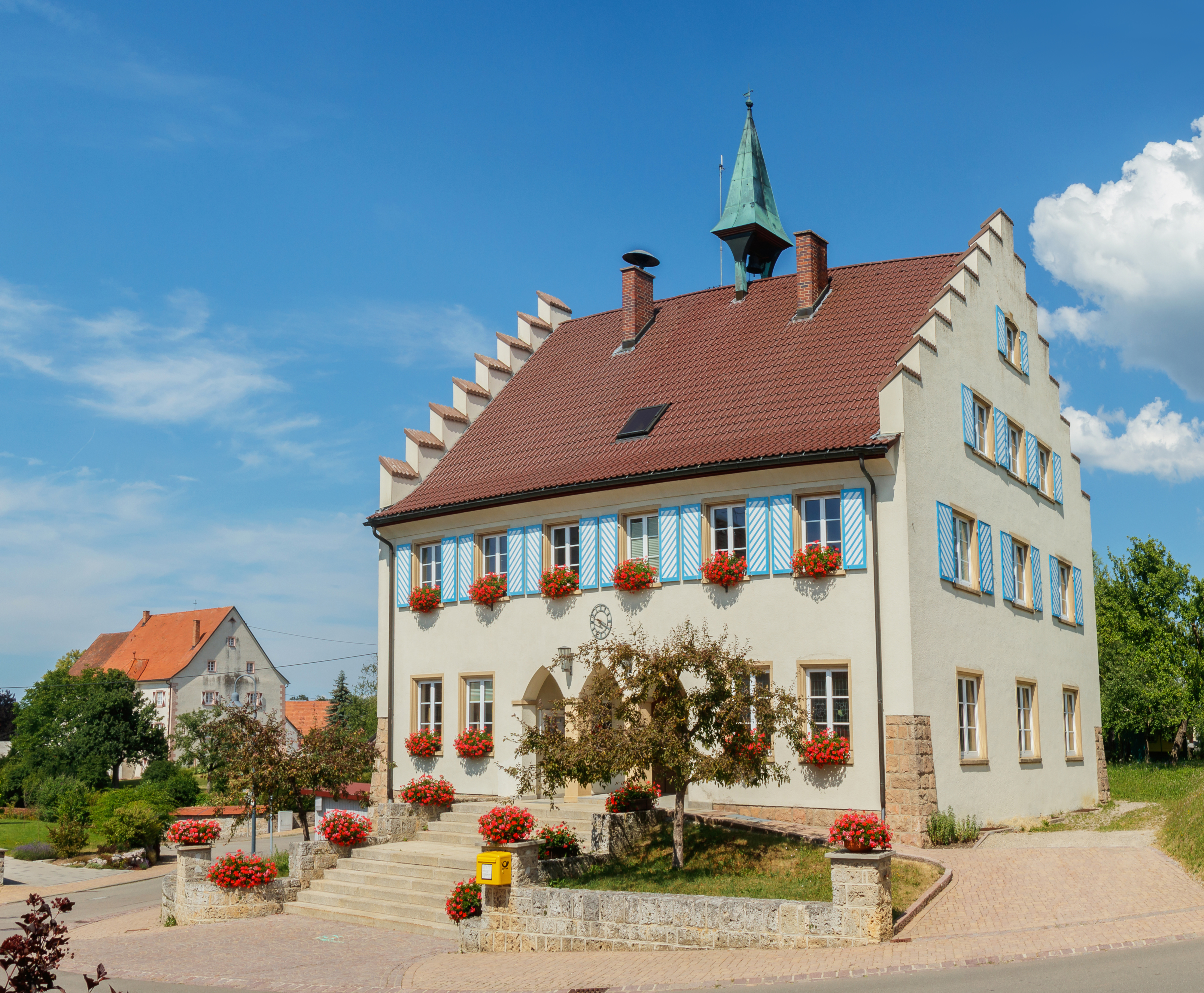
Rathaus in Ewattingen

| Partei / Wählervereinigung                        | Stimmen | Sitze | Ergebnis 2019   |
| Unabhängige Wählergemeinschaft Wutach             | 57,90 % | 6     | 56,6 %, 7 Sitze |
| Christlich Demokratische Union Deutschlands (CDU) | 42,10 % | 4     | 43,4 %, 5 Sitze |

### Bürgermeister
Bürgermeister ist seit dem 1. Mai 2023 Alexander Pfliegensdörfer. Er wurde am 29. Januar 2023 mit 55,1 Prozent der Stimmen gewählt. Amtsinhaber Mauch kandidierte nicht erneut.
| Amtszeit  | Name                      | Parteizu- gehörigkeit |
| --------- | ------------------------- | --------------------- |
| 1975–1991 | Robert Müller             |                       |
| 1991–2007 | Theobald Fritz            |                       |
| 2007–2023 | Christian Mauch           |                       |
| Seit 2023 | Alexander Pfliegensdörfer | parteilos             |

### Wappen
Das Wappen wurde am 11. November 1980 durch den Landkreis genehmigt.
Blasonierung: „In gespaltenem Schild; vorn in Silber ein rot bezungter blauer Löwe, hinten in Blau ein silberner Wellenpfahl.“
Am 1. Januar 1975 haben sich Ewattingen, Lembach und Münchingen zu einer Gemeinde zusammengeschlossen, die wegen ihrer Lage an der das Gemeindegebiet im Norden und Osten begrenzenden Wutach den Namen dieses Flusses erhielt. Das Wappen der neuen Gemeinde basiert auf dem Wappen der früheren Gemeinde Ewattingen, das im Jahre 1903 auf Vorschlag des Generallandesarchivs angenommen worden war und dem Wappen des vom 13. bis 15. Jahrhundert bezeugten Ewattinger Ortsadels entspricht: In von Silber und Blau gespaltenem Schild vorn ein blauer Löwe. Durch den in das hintere Feld des Ewattinger Wappens eingefügten Wellenpfahl, der den Namen und die Topographie der Gemeinde symbolisiert, ist dieses Wappen den neuen Gegebenheiten angepasst.
Die Flagge ist blau – weiß gestreift.

Wappen der Ortsteile
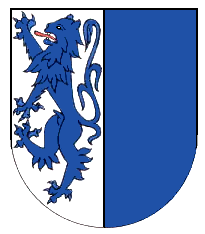
Ewattingen
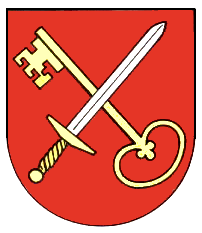
Lembach
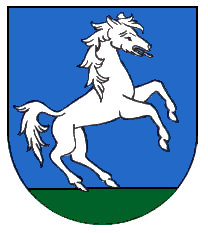
Münchingen

## Kultur und Sehenswürdigkeiten

### Bauwerke
Kirche St. Gallus

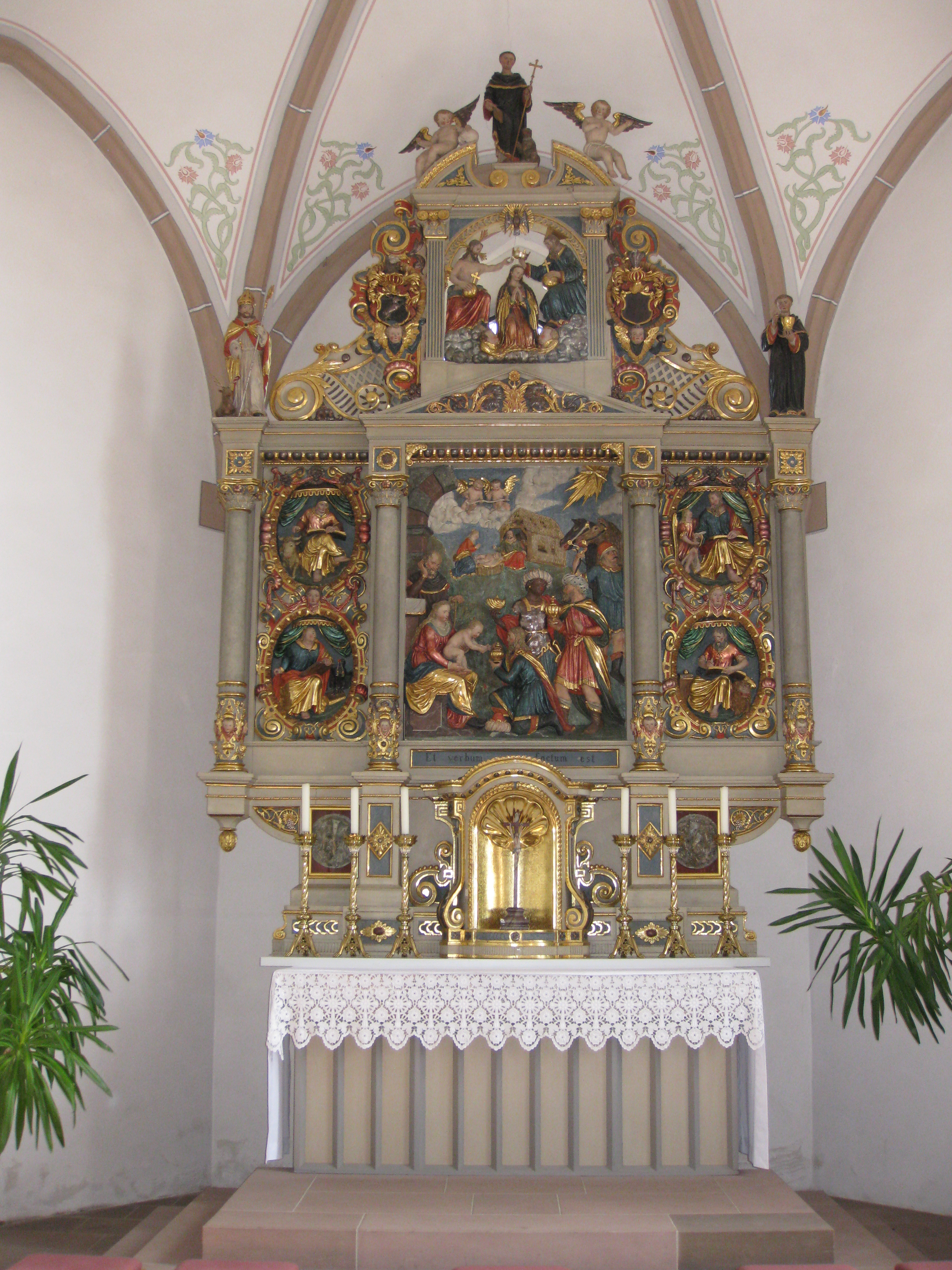
Hochaltar St. Gallus

Als erste Kirche wird eine Martinskirche genannt. Im Lauf der Jahrhunderte hat sich das Patronat der Kirche geändert und sie wurde dem Hl. Gallus geweiht. Der heutige Bau und hier besonders der Turm, gehen auf einen Neubau im Jahre 1595 zurück, welcher aber wohl nur wenige Jahre später durch eine Feuersbrunst zerstört wurde. 1608 weihte der St. Blasische Abt Martin Meister den heutigen Kirchenbau. Der Turm trägt die Jahreszahl 1595, die Sakristeitüre 1606 und an zwei Schlusssteinen finden sich jeweils die Jahreszahlen 1606 und 1608. Die Kirche hat als Seltenheit eine Vorhalle mit Rippengewölbe. Das Kirchenschiff ist flach gedeckt und hat gotische Fenster. Der Chorraum enthält ein gotisches Kreuzrippengewölbe mit drei Schlusssteinen. Der erste trägt die Inschrift: Erbaut 1606, der zweite: 1. Brand 1792 und der dritte: 2. Brand 1875. Der auffallende Hochaltar lässt an dessen Dreiteilung der unteren Hälfte noch die Herkunft vom spätgotischen Flügelaltar erkennen, während die Säulen und die Bekrönung des Altars jedoch den stilistischen Merkmalen der Renaissance-Kunst entsprechen. Das Mittelbild zeigt die Anbetung des Christuskindes durch die drei Weisen im Relief. Die Seitenteile enthalten in Medaillons die vier Evangelisten: links oben Lukas, unten Johannes, rechts oben Matthäus, unten Markus. Das obere Relief enthält eine Marienkrönung, die schmückenden Seitenteile, links das Wappen von St. Blasien, während das rechte Wappenschild leer ist. Ganz außen stehen noch die Figuren des hl. Blasius und des hl. Benedikt, des Patrons von St. Blasien und des Ordensgründers des dortigen Klosters, und als Bekrönung eine Statue des hl. Gallus, des Kirchenpatrons, umgeben von zwei Engeln.

### Naturdenkmäler

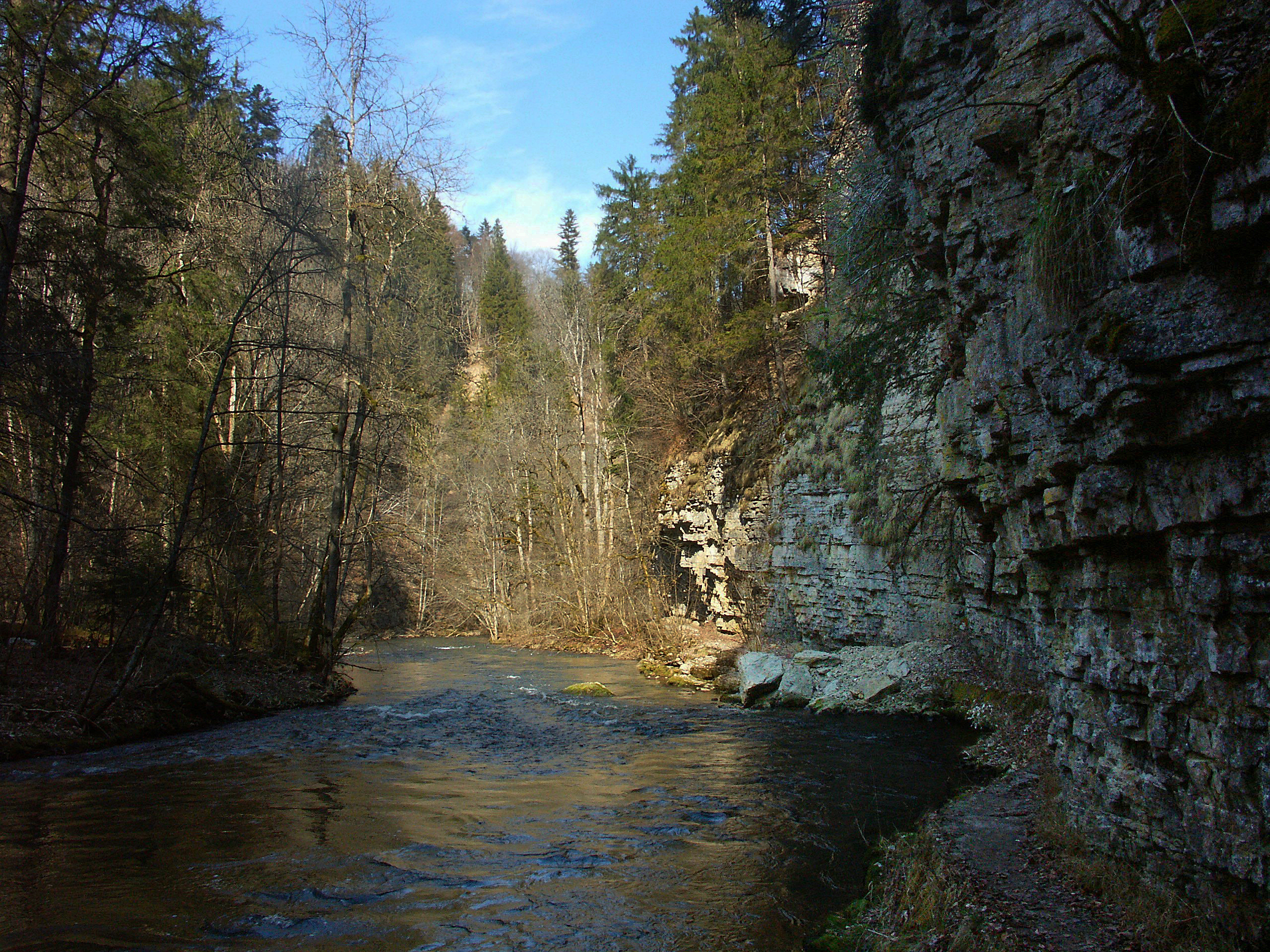
Muschelkalkwand (Amselfelsen) in der Mittleren Schlucht

Die Wutachschlucht durchzieht mit ihrer Muschelkalkschlucht das Gemeindegebiet und ist ein Anziehungspunkt für Geologen, Zoologen und Biologen, aber auch für Wanderer. Erschlossen wird sie durch den Querweg Freiburg – Bodensee und den Schluchtensteig. Vom „Bildhäusle“, oberhalb des Orts, lässt sich der einstige Verlauf der Wutach als Feldbergdonau durch die Blumberger Pforte und die erst am Ende der letzten Eiszeit erfolgte Flussablenkung zum Rhein sehr gut beobachten.

### Bachtalmühle
Wählt man den Weg für den Weg vom Dorf zur Wutachschlucht das sogenannte Bachtal, so passiert man auf etwa halber Höhe das Gehöft Bachtalmühle. Es geht zurück auf eine ca. 1200 gegründete Mühle.

## Wirtschaft und Infrastruktur

### Industrielle Entwicklung und ansässige Unternehmen
Ewattingen war zu Beginn des 20. Jahrhunderts rein landwirtschaftlich und handwerklich geprägt. Hierzu zählt auch die Gipsgewinnung, deren Anfänge bereits 1732 genannt werden.
Ab den 1920er-Jahren bis 1962 wurde bei der Wutachmühle Gips gebrochen und es fanden bis zu 20 Personen eine Anstellung in dem kleinen Gipswerk. Nach dem Zweiten Weltkrieg eröffnete sich durch das Kieswerk ein weiterer Erwerbszweig, der aber zwischenzeitlich aufgegeben wurde. Mit der Ansiedlung der Firma Dunkermotoren im Jahr 1955 in Bonndorf entstand in Ewattingen ein Zweigwerk, welches 1968 von der Firma Revox zunächst für ihre Motoren- und später Lautsprechproduktion übernommen wurde. Mit dem Verkauf der Firma Revox gingen diese Arbeitsplätze verloren. Die einstigen Produktionsstätten werden heute von den Firmen Dunkermotoren und Hectronic als Tagungs- und Lagerräume genutzt.
Heute existieren in Ewattingen weiterhin Landwirtschaftsbetriebe, eine Mosterei, verschiedenste Handwerksbetriebe und Gasthäuser. Durch das nahegelegene Naturdenkmal Wutachschlucht ist der Tourismus ein weiterer wichtiger Wirtschaftsfaktor der Gemeinde.

### Verkehr
Ewattingen liegt an der Landesstraße L 171. Es bestehen Busverbindungen von Bonndorf nach Ewattingen und von Ewattingen nach Döggingen mit stündlichem Anschluss an die Breisgau-S-Bahn nach Freiburg im Breisgau und Donaueschingen mit Weiterfahrt nach Villingen. Ferner bestehen in den Sommermonaten durch den Wanderbus Verbindungen zur Wutachschlucht (Bonndorf, Schattenmühle (kann 2024/2025 wegen Straßenschäden nicht angefahren werden), Boll und Wutachmühle).
Durch Wutach verlaufen die folgenden Landes-Radfernwege: 
- Der Südschwarzwald-Radweg führt als Rundweg von Hinterzarten über Waldshut-Tiengen, Basel und Freiburg rund um den Naturpark Südschwarzwald. Er verläuft dabei von Bonndorf im Schwarzwald durch das Wutacher Gemeindegebiet nach Lausheim, zur Wutach und an ihr entlang nach Stühlingen.
- Der Schwarzwald-Panorama-Radweg führt von Pforzheim, Freudenstadt und Titisee-Neustadt nach Waldshut-Tiengen. Dabei verläuft er von Bonndorf kommend an Münchingen vorbei und über Ewattingen nach Lausheim.

### Öffentliche Einrichtungen
Im Ortsteil Ewattingen befinden sich die Grundschule und der Kindergarten für alle drei Ortsteile sowie ein Hallenbad.

## Galerie

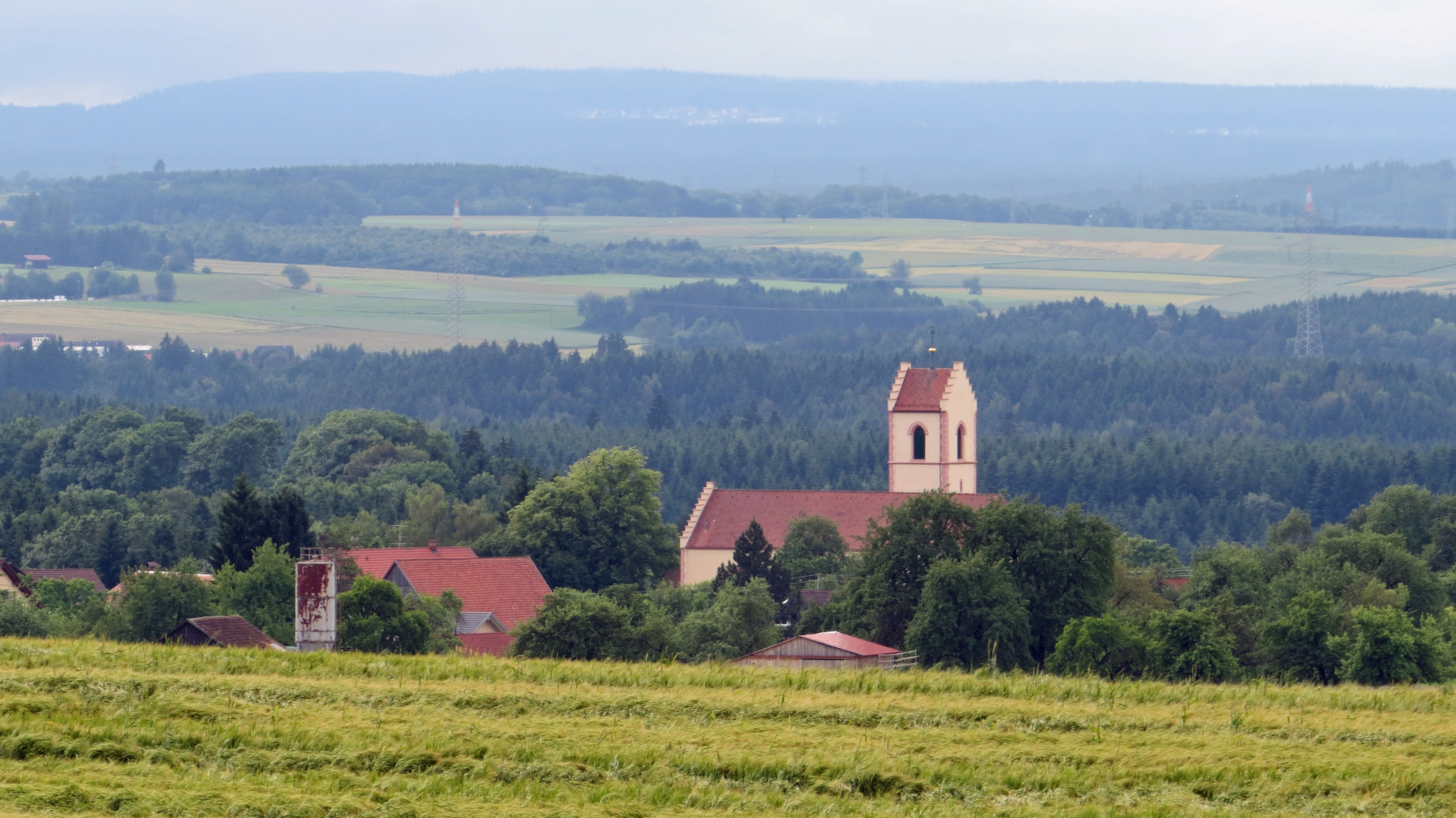
Ewattingen von Südosten
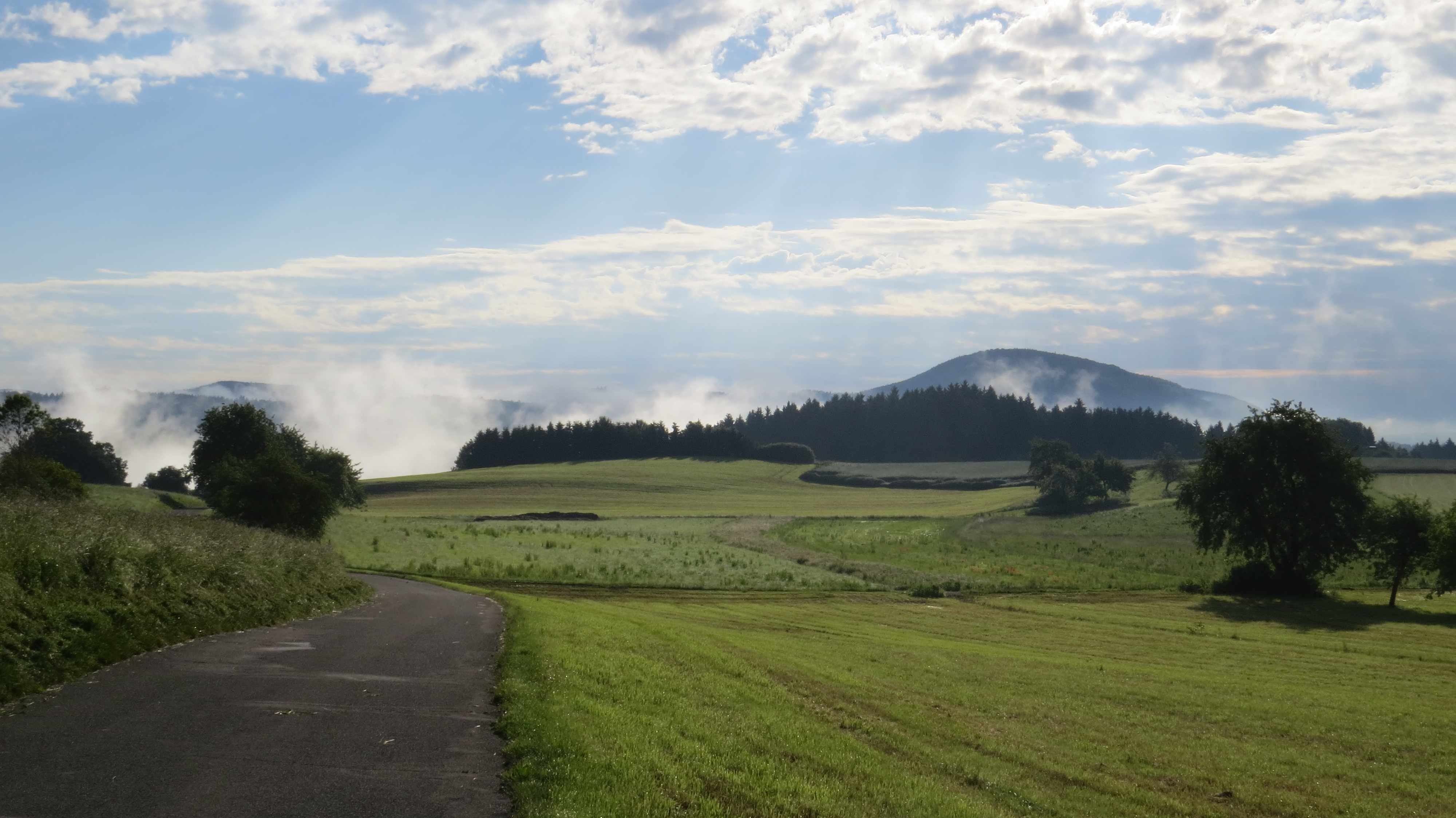
Östlich von Ewattingen
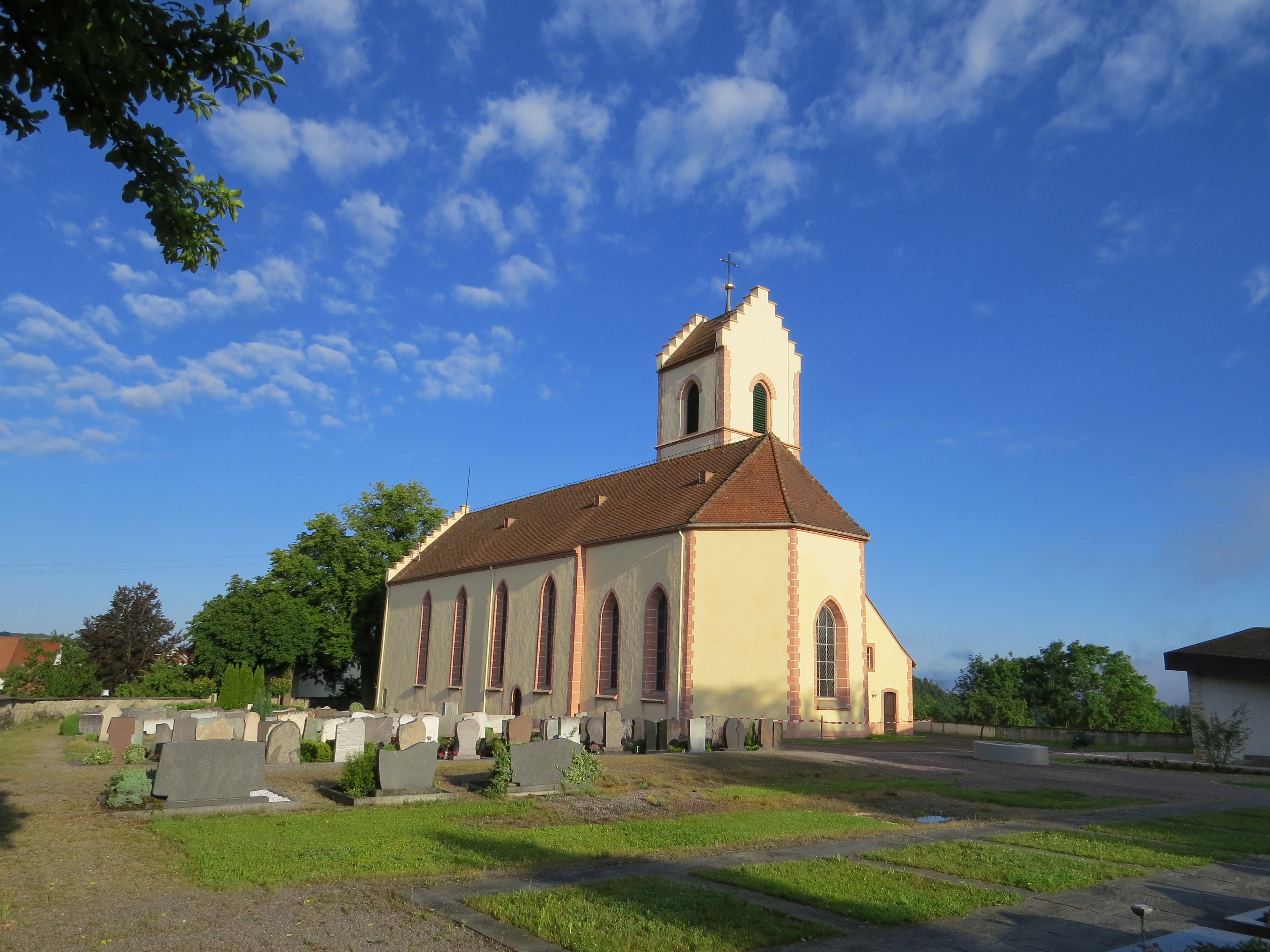
St. Gallus Ewattingen
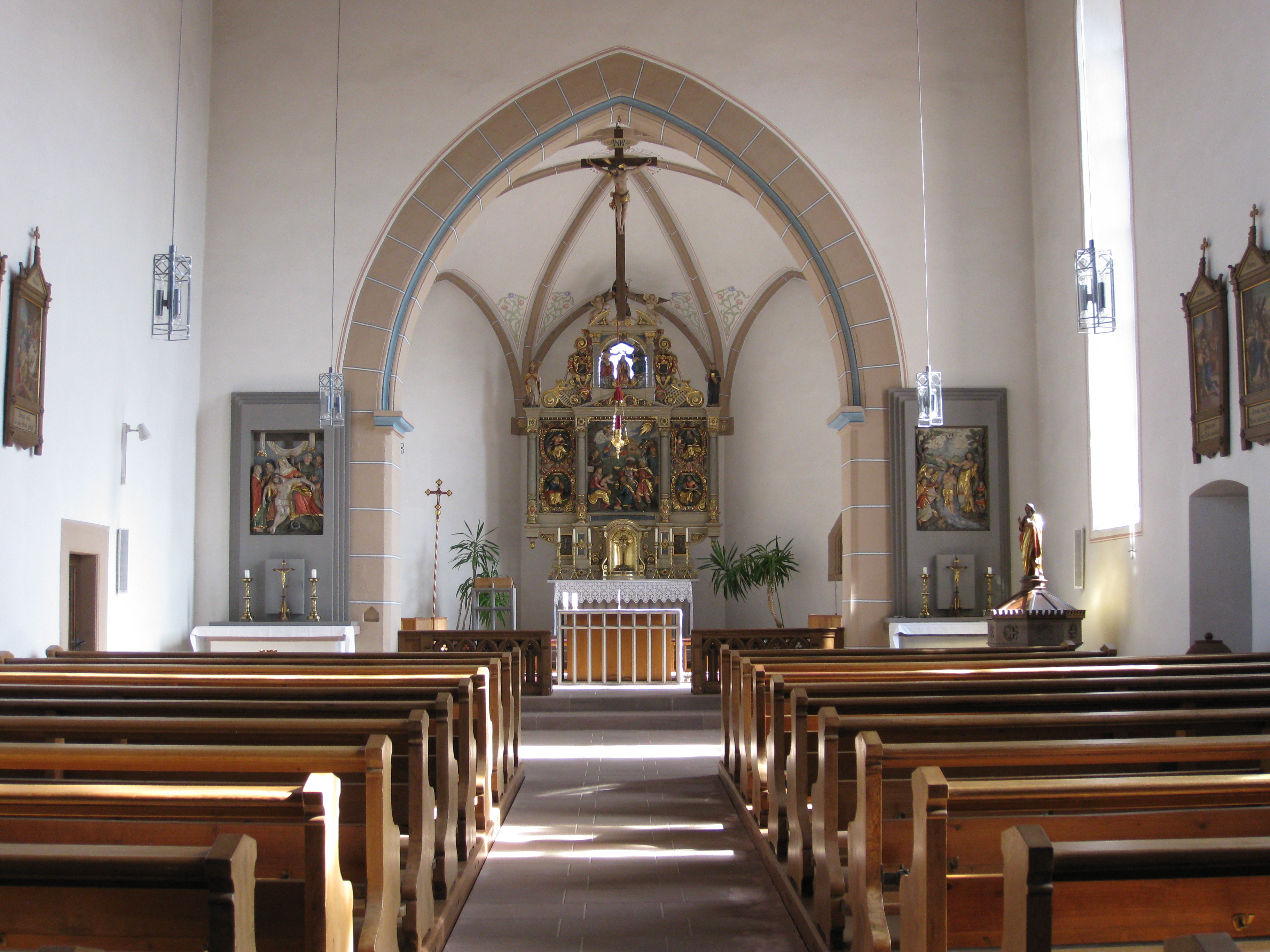
Ewattingen St Gallus
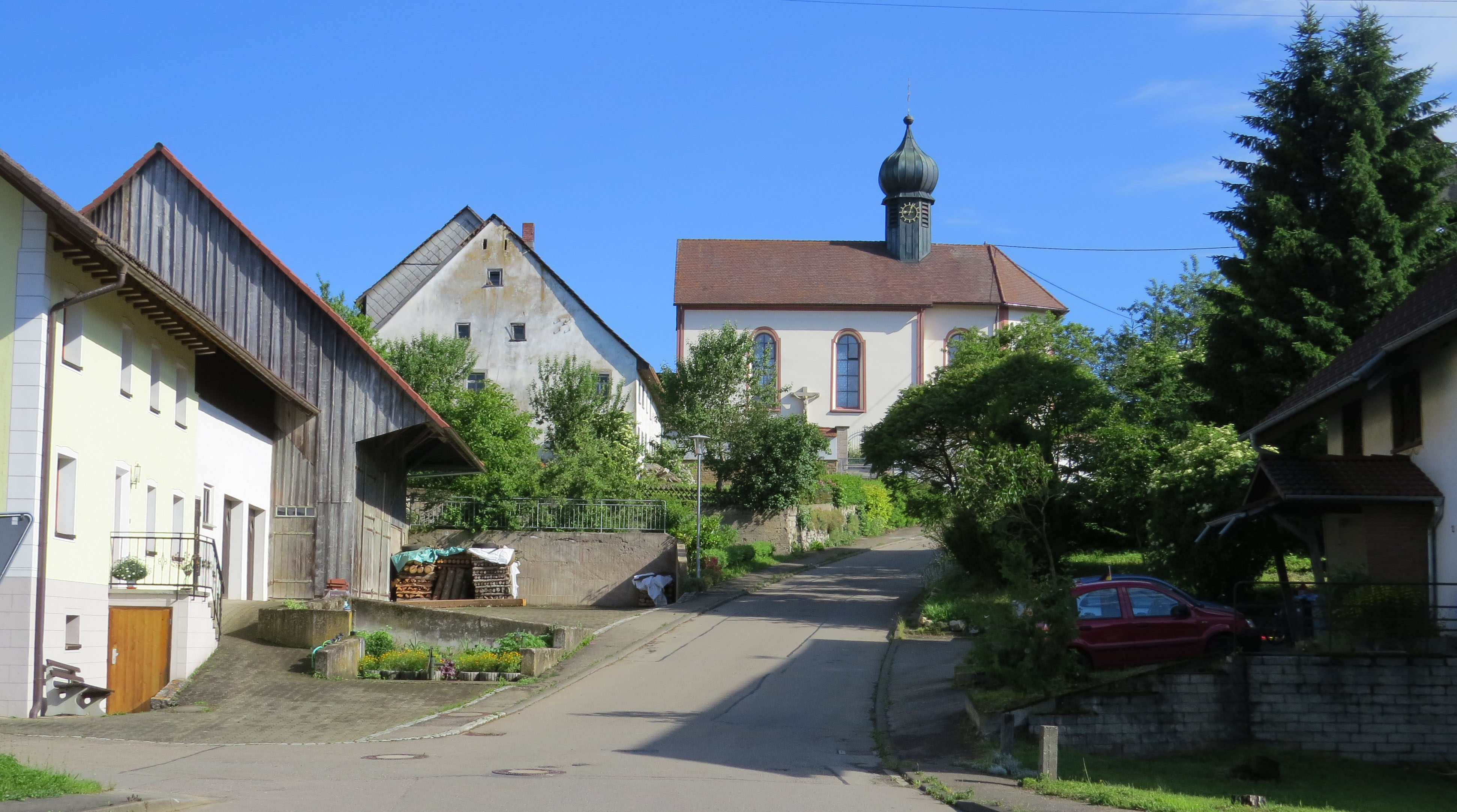
Münchingen
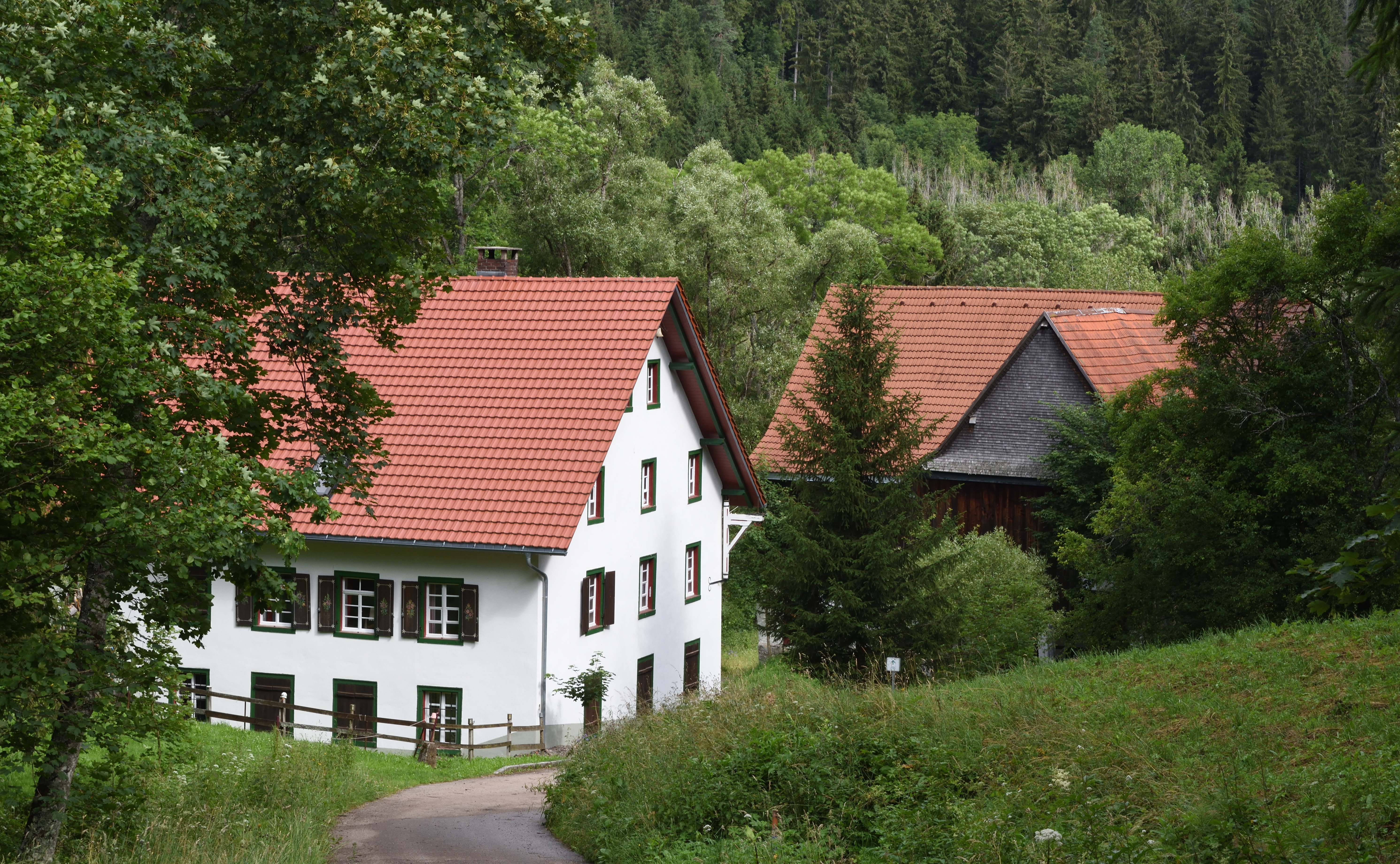
Bachtalmühle

## Persönlichkeiten

### Söhne und Tochter der Gemeinde
- David Ruetschmann (1726–1796), Augustinermönch, Mathematiker, Uhrmacher und Mechanikus, in Lembach geboren
- Victor Keller (1760–1827), Benediktiner, Priester und Hochschullehrer des Klosters St. Blasien, in Ewattingen geboren
- Johann Georg Duttlinger (1788–1841), badischer Jurist und liberaler Politiker, in Lembach geboren
- Friedrich Hugel (1885–1964), Bildhauer, in Münchingen geboren
- Carl Schnarrenberger (1875–1964), Geologe, in Münchingen geboren
- Josef Burger (1900–1972), Landwirt und Politiker (ZENTRUM/BCSV/CDU), in Ewattingen geboren

### Mit dem Ort verbundene Persönlichkeiten
- Otl Aicher (1922–1991), Grafikdesigner (Olympia 1972), fand nach seiner Desertion von der Wehrmacht 1945, auf dem links der Wutach liegenden Bruderhof, der zu Ewattingen gehört, Unterschlupf
- Alois Burger (1908–1959), alemannischer Mundartdichter, wuchs in Ewattingen auf
- Clemens Binninger (* 1962), Politiker und MdB (CDU), wurde im benachbarten Bonndorf geboren und wuchs in Ewattingen auf